# Mioarele
Mioarele là một xã thuộc hạt Argeș, România. Dân số thời điểm năm 2002 là 1813 người.